# Aditivnost

Plocha pod grafem je rovna součtu oranžové a modré.

Aditivitou se rozumí možnost sečíst části a získat tak celek. Toto tvrzení není obecné, viz příklady níže.
Aditivní je např. hmotnost, kdy sečtení hmotností částí vyjde hmotnost celého předmětu. Naopak objem aditivní být nemusí. Pokud je smíchán koncentrovaný roztok (např. 30%) s čistým rozpouštědlem dojde k zmenšení objemu výsledného roztoku. U velmi slabě koncentrovaných roztoků a plynů aditivnost objemů platí.
V matematice je princip aditivnosti důležitý pro výpočet určitého integrálu. Na obrázku je graf funkce{\displaystyle f:x-ln^{4}(x)\cdot {\frac {27}{10x}}-1}jejíž určitý integrál je na intervalu {\displaystyle \langle 1,9\rangle } roven{\displaystyle A=\int _{1}^{9}f(x)\operatorname {d} \!x=\int _{1}^{5}f(x)\operatorname {d} \!x+\int _{5}^{9}f(x)\operatorname {d} \!x}oranžově je v grafu vyznačen interval {\displaystyle \langle 1,5\rangle } a modře interval {\displaystyle \langle 5,9\rangle }.